# شهرستان آساگو، هیوگو
شهرستان آساگو (انگلیسی: Asago-gun) شهرستانی واقع در استان هیوگو، ژاپن بود.
در ۳۱ مارس ۲۰۰۵، جمعیت این شهرستان ۳۵٬۷۶۲ نفر تخمین زده شده است. مساحت کل ۴۰۲٫۹۸ کیلومتر مربع بود.
نوشته شده بود که نه منطقه یاماگوچی، کوویچی، ایتا، کاتسو، هیراتا، توگا، آساگو و آواگا در شهرستان آساگو در وامیو رویجوشو وجود دارد. تصور می‌شود که ایکونو در ولایت هاریما در فودوکی گنجانده شده است.